# Seleção disruptiva
Em evolução, a seleção disruptiva é um tipo de seleção natural, que apresenta um padrão bimodal, que simultaneamente favorece os indivíduos nos extremos da distribuição normal. Quando este processo opera, os indivíduos nos extremos da distribuição (em menor quantidade) tendem a produzir maior descendência do que aqueles no centro da distribuição. Na seleção disruptiva os fenótipos extremos são beneficiados ao longo do tempo. Por exemplo, em algumas aves podemos ter três tipos de bicos: adaptado a captura de vermes (bico longo e pontiagudo), bico curto e resistente para quebrar sementes duras e bico intermediário adaptado a consumir frutos. Se nesse ambiente o fotoperíodo das plantas frutíferas não induzir a floração ou se houver um desmatamento das árvores produtoras de frutos consumidos pelas aves de bico intermediário, a frequência das mesmas irá diminuir ao longo do tempo, em função da falta de alimento. Portanto, na seleção disrruptiva, somente os fenótipos extremos são beneficiados.  

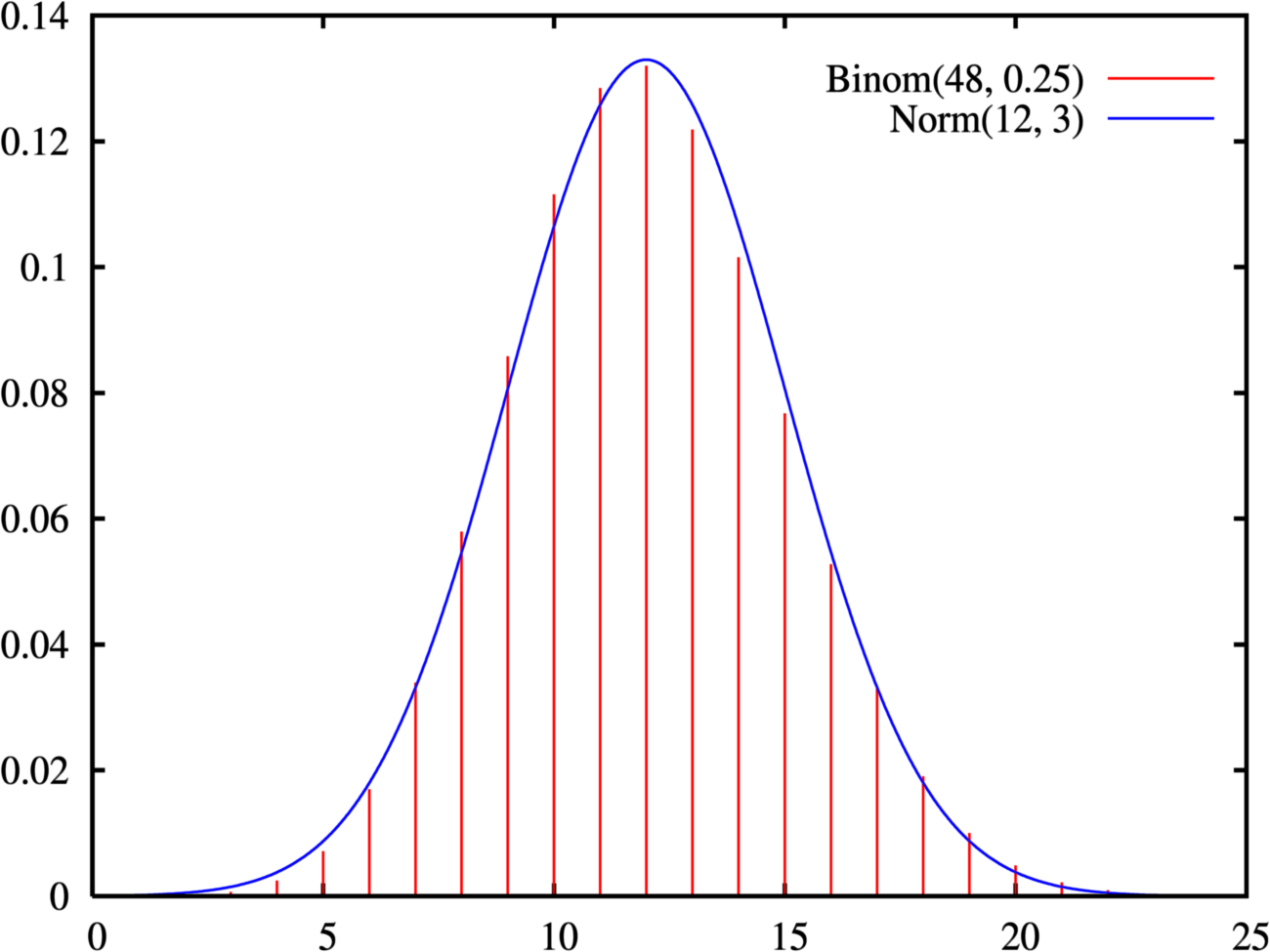
Exemplo de distribuição normal.